# الأقمر (فلم)
الأقمر هو فيلم دراما مصري من إخراج هشام أبو النصر  وبطولة نادية لطفي، نور الشريف، سعيد صالح، محيي إسماعيل، سهير الباروني، صلاح منصور وعزيزة حلمي، صدر الفيلم في 1 يناير 1978.

## نبذة
يتناول الفيلم علاقات الاستغلال والبشر الذين يعيشون حول مسجد الأقمر من الطبقات الدنيا، بائعة الخضار الشريفة وسائق التاكسي المنحرف، وصديقه تاجر المخدرات المدمن، والعاهرة المتزوجة بعسكري بوليس، والثري الذي يتصدق مع كل يوم جمعة صلاة ويتآمر لهدم المسجد.

## طاقم العمل
- نادية لطفي بدور بسيمة
- نور الشريف بدور كمال
- سعيد صالح بدور فتوح
- محيي إسماعيل بدور خليل الفص
- سهير الباروني بدور زينات
- صلاح منصور بدور البلبيسي
- عزيزة حلمي بدور أم خليل

## وصلات خارجية
- الأقمر على موقع الدهليز
- الأقمر على موقع قاعدة بيانات الأفلام العربية